# Saint-Aubin-de-Lanquais
Saint-Aubin-de-Lanquais è un comune francese di 357 abitanti situato nel dipartimento della Dordogna nella regione della Nuova Aquitania.

## Società

### Evoluzione demografica
Abitanti censiti